# 上树南星属
上树南星属（学名：Anadendrum）是天南星科下的一个属，为攀援灌木植物。该属共有9种，分布于印度至马来西亚。